# James Avery
James Avery   (Pughsville, 27 de novembre de 1945 - Los Angeles, 31 de desembre de 2013) James LaRue Avery, fou un actor estatunidenc. La seva interpretació més coneguda i reeixida fou el paper de l'advocat i després jutge "Philip Banks", tiet de Will Smith a la sitcom The Fresh Prince of Bel-Air (1990−96). També ha fet doblatge en diverses sèries d'animació.

## Biografia
Avery va néixer el 27 de novembre de 1945 a Pughsville, Virgínia (actualment Suffolk, Virgínia), fill de Florence J. Avery. El seu pare va negar la paternitat i no constava al seu certificat de naixement. Més tard, Florence traslladaria un James adolescent a Atlantic City, Nova Jersey, on va assistir a l'Atlantic City High School. Va servir a la Marina dels Estats Units a la Guerra del Vietnam de 1968 a 1969, i finalment es va traslladar a San Diego, Califòrnia, on va començar a escriure poesia i guions de televisió per a la PBS. Va guanyar un Emmy per la seva producció durant el seu període allà, i després va rebre una beca per a la UC San Diego, on va assistir al Thurgood Marshall College (llavors Third College), obtenint una llicenciatura en arts dramàtics i literatura el 1976.
Entre els seus treballs de veu més destacats hi ha les veus de Shredder a la primera sèrie animada de les Tortugues Ninja, Br'er Bear a la versió de Disney World de Splash Mountain i Kinect Disneyland Adventures i James Rhodes/War Machine a la sèrie Iron Man dels anys 90. També va prestar la seva potent veu de baix com a Junkyard Dog a Rock 'n' Wrestling de Hulk Hogan (1985–1986), Turbo a Rambo and the Forces of Freedom (1986) i Haroud Hazi Bin a Aladdin (1994).

## Filmografia

### Cinema
| Any  | Títol                                                                                      | Paper                | Notes               |
| ---- | ------------------------------------------------------------------------------------------ | -------------------- | ------------------- |
| 1980 | The Blues Brothers                                                                         | Man Dancing          | No surt als crèdits |
| 1980 | The Stunt Man                                                                              |                      | No surt als crèdits |
| 1985 | Fletch                                                                                     | Detectiu #2          |                     |
| 1985 | Appointment With Fear                                                                      | Connors              |                     |
| 1986 | Fist of the North Star                                                                     | Fang                 | Veu                 |
| 1986 | The Eleventh Commandment                                                                   | Larry                |                     |
| 1986 | Vuit milions de maneres de morir (8 Million Ways to Die)                                   | Diputat D.A.         |                     |
| 1986 | The Ladies Club                                                                            | Joe                  |                     |
| 1986 | Stoogemania                                                                                | Gulch                |                     |
| 1986 | Extremities                                                                                | Guarda de seguretat  |                     |
| 1987 | Deadly Daphne's Revenge                                                                    | Detectiu Wood        |                     |
| 1987 | Three for the Road                                                                         | Clarence             |                     |
| 1987 | Nightflyers                                                                                | Darryl               |                     |
| 1988 | License to Drive                                                                           | Les' DMV Examiner    |                     |
| 1991 | The Linguini Incident                                                                      | Phil                 |                     |
| 1991 | El senyor de les bèsties 2: La porta del temps (Beastmaster 2: Through the Portal of Time) | Tinent Coberly       |                     |
| 1991 | Shout                                                                                      | Midnight Rider       | Veu                 |
| 1993 | Little Miss Millions                                                                       | Agent Noah Hollander |                     |
| 1995 | The Brady Bunch Movie                                                                      | Mr. Steve Yeager     |                     |
| 1997 | Spirit Lost                                                                                | Dr. Glidden          |                     |
| 1998 | 12 Bucks                                                                                   | Slow                 |                     |
| 1998 | The Prince of Egypt                                                                        | Veus addicionals     | Veu                 |
| 1998 | You Lucky Dog                                                                              | Calvin Bridges       |                     |
| 1999 | After Romeo                                                                                |                      |                     |
| 1999 | Out in Fifty                                                                               | Cappy                |                     |
| 2000 | Dancing in September                                                                       | Mr. Warner           |                     |
| 2001 | Chasing Sunsets                                                                            | Mr. Burken           |                     |
| 2001 | Honeybee                                                                                   | Larry Dukes          |                     |
| 2001 | Dr. Dolittle 2                                                                             | Eldon                |                     |
| 2002 | Wheelmen                                                                                   | Vicepresident        |                     |
| 2004 | Escolta la meva veu (Raise Your Voice)                                                     | Mr. Gantry           |                     |
| 2004 | Hair Show                                                                                  | Seymour Gold         |                     |
| 2005 | Lethal Eviction                                                                            | Gus                  |                     |
| 2005 | The Third Wish                                                                             | George               |                     |
| 2005 | A Christmas Wish                                                                           | Saint                | Curtmetratge        |
| 2006 | Restraining Order                                                                          | Jutge Sanderson      |                     |
| 2006 | Think Tank                                                                                 | Oncle John           |                     |
| 2006 | Danika                                                                                     | Teddy Johnson        |                     |
| 2007 | Who's Your Caddy?                                                                          | Caddy Mack           |                     |
| 2007 | Divine Intervention                                                                        | Rev. Matthews        |                     |
| 2008 | His Good Will                                                                              | Mr. Cooper           | Curtmetratge        |
| 2008 | Leave with It                                                                              | Dr. Leon             | Curtmetratge        |
| 2009 | Let the Game Begin                                                                         | Mark Hanley          |                     |
| 2009 | Steppin: The Movie                                                                         | Canceller            |                     |
| 2010 | Stride                                                                                     | George               |                     |
| 2010 | The Grind                                                                                  | Modelo Snipes        |                     |
| 2012 | Valediction                                                                                | Edward               | Curtmetratge        |
| 2014 | Wish I Was Here                                                                            | Actor d'audició #2   |                     |